# Amphiura euopla
Amphiura euopla är en ormstjärneart som beskrevs av Clark 1911. Amphiura euopla ingår i släktet Amphiura och familjen trådormstjärnor. Inga underarter finns listade i Catalogue of Life.